# 巨型都市

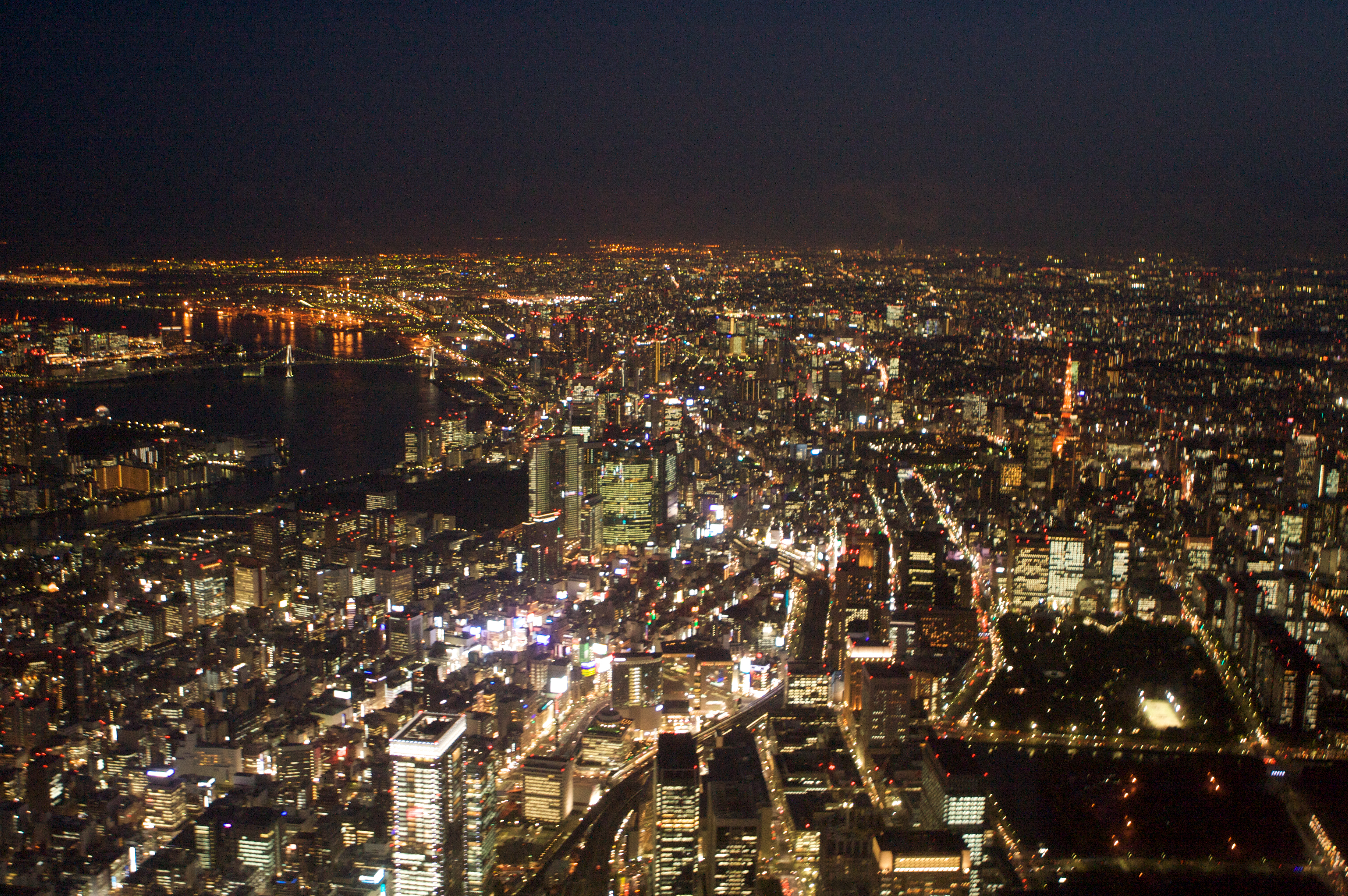
日本東京

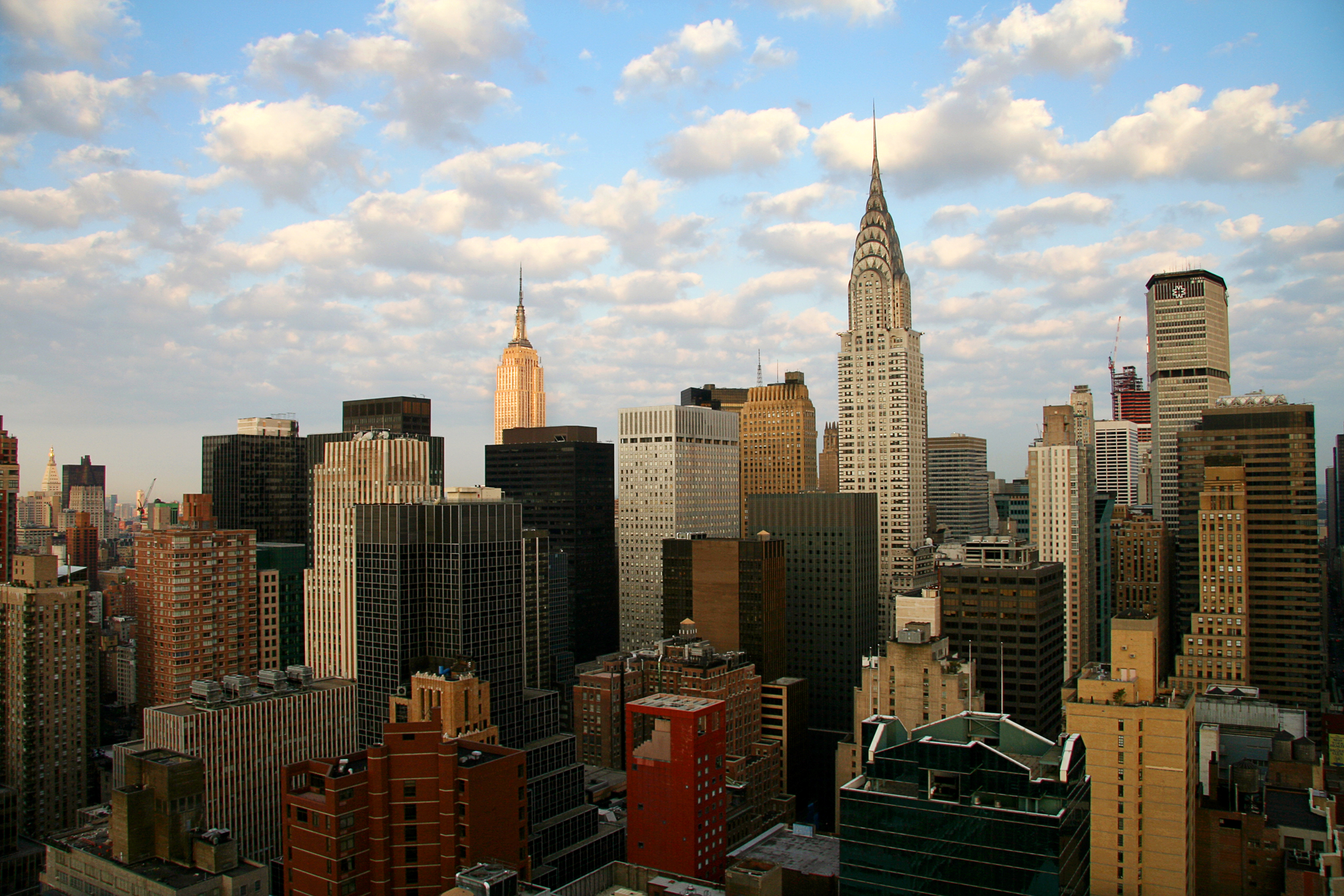
美國紐約

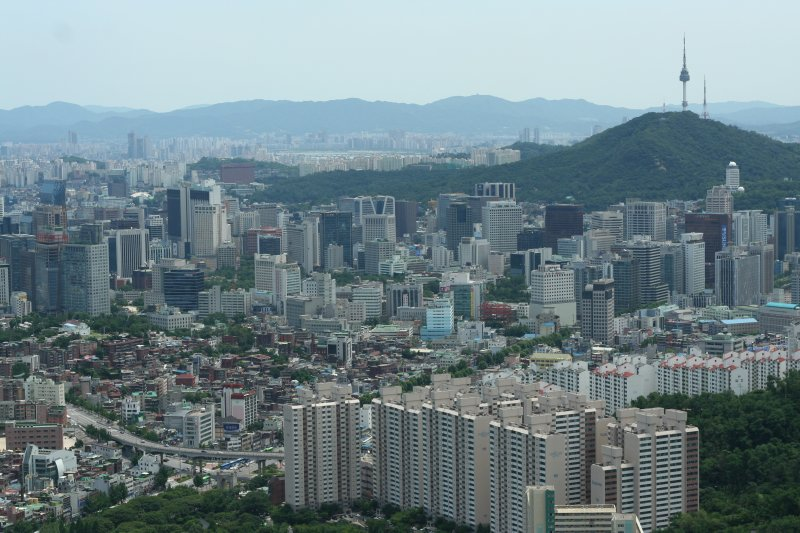
韓國首爾市

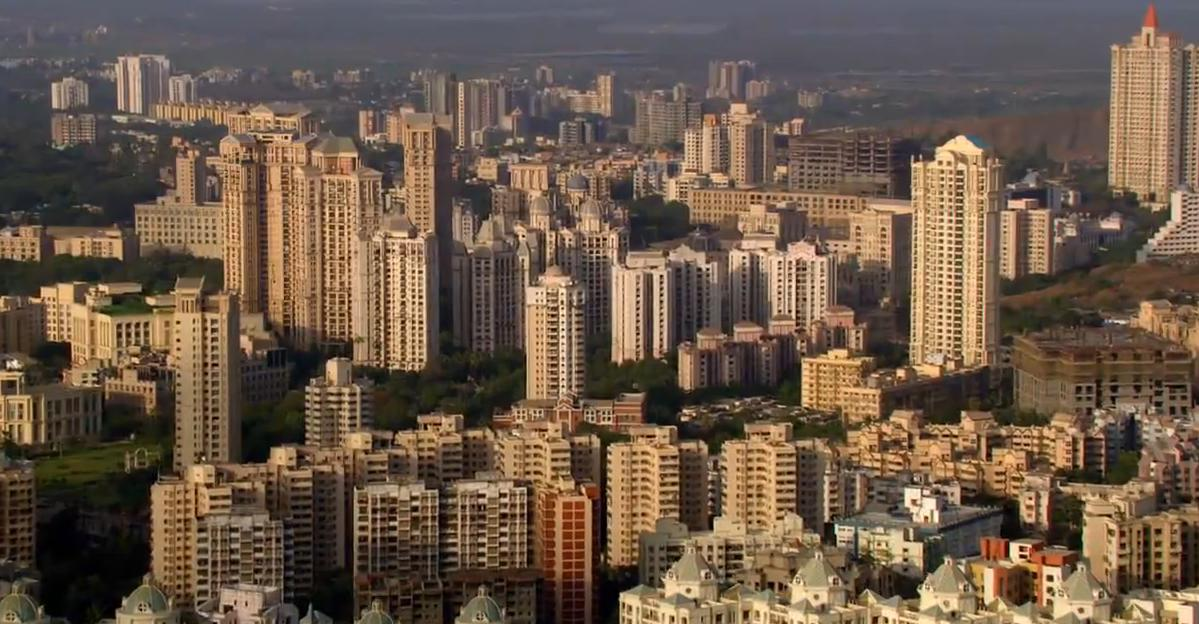
印度孟買

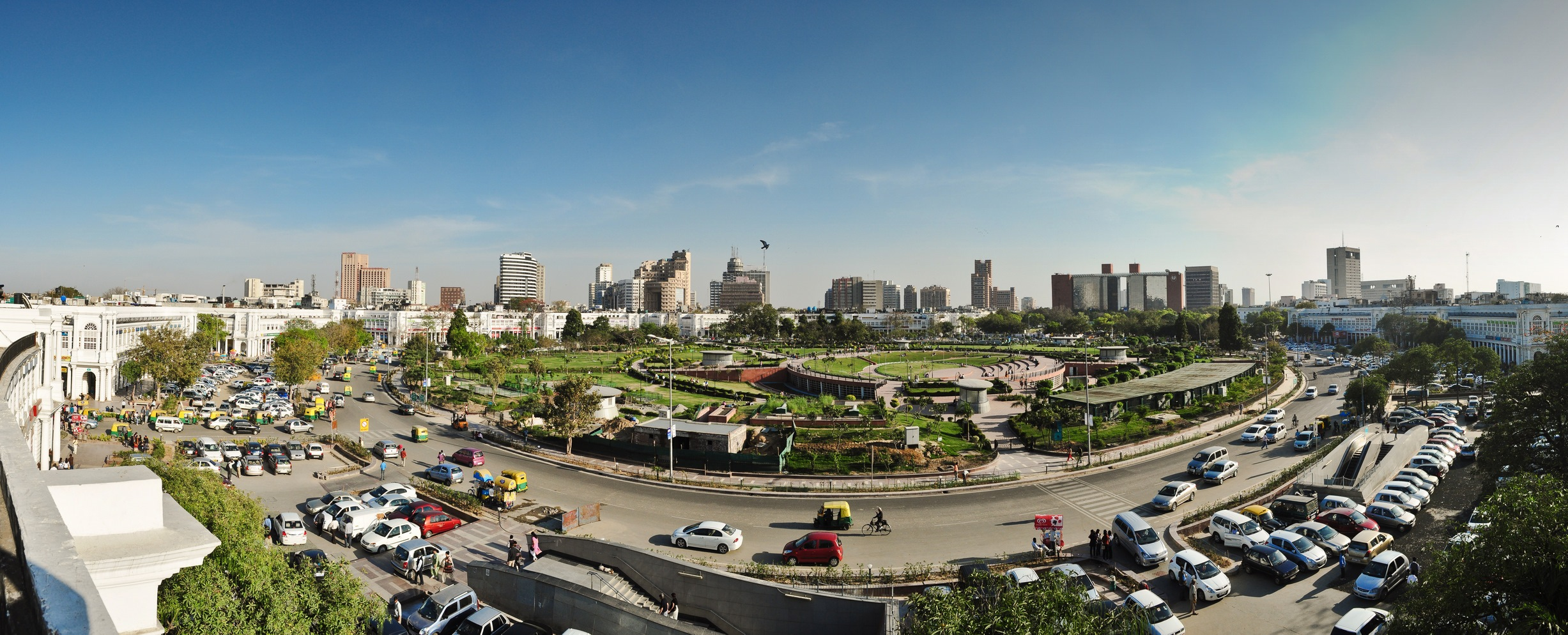
印度德里

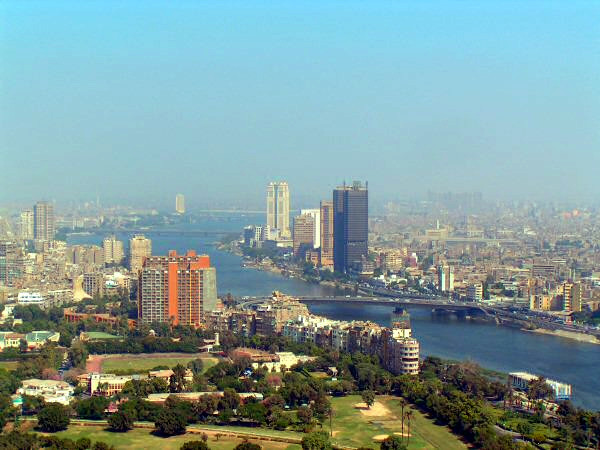
埃及開羅

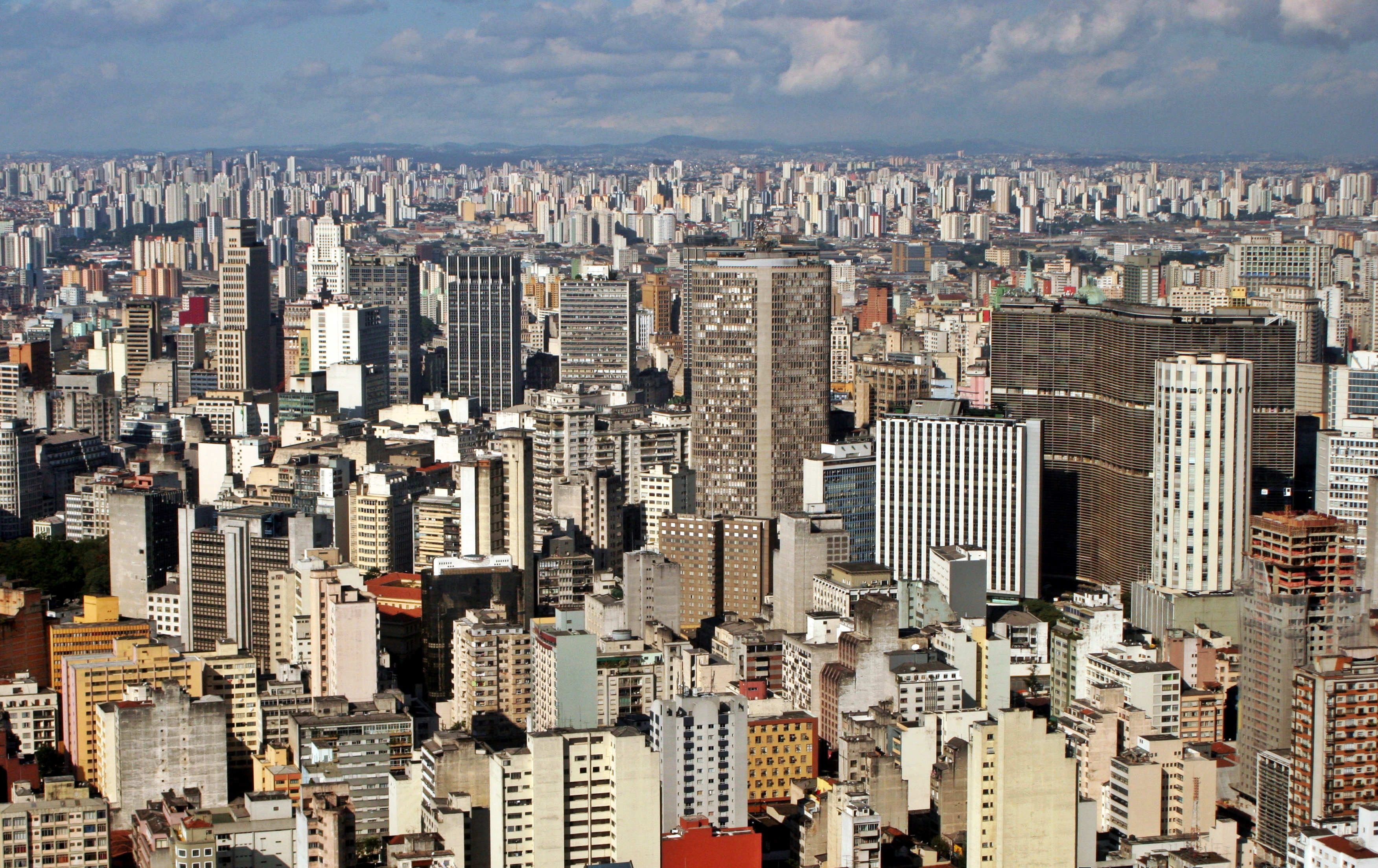
巴西聖保羅

巨型都市（英語：megacity）是指規模特别巨大的城市，國際上通常認為巨型都市的都會區人口數量需要超過1000萬，這恰好也是中华人民共和国国务院認定的「超大城市」的標準。聯合國統計局將巨型都市定義為其城市集聚区（urban agglomeration）的人口數至少需到達1000萬人。按照聯合國的定義來看的話，世界規模最大的巨型都市是日本的東京。聯合國預測，目前全世界的32億城市人口在2030年將會增加到50億。到2030年時，世界將會有五分之三的人口生活在都市。調查和預測表明，在未來的25年裡，城市人口增長將主要出現在發展中國家。
下表列出了2016年最大的都市及都會區：
| 排名 | 巨型都市                 | 照片 | 國家           | 洲          | 人口       |
| ---- | ------------------------ | ---- | -------------- | ----------- | ---------- |
| 1    | 東京                     |      | 日本           | 亞洲        | 38,140,000 |
| 2    | 上海                     |      | 中國大陸       | 亞洲        | 34,000,000 |
| 3    | 雅加达                   |      | 印度尼西亞     | 亞洲        | 31,500,000 |
| 4    | 德里                     |      | 印度           | 亞洲        | 27,200,000 |
| 5    | 首尔                     |      | 韩国           | 亞洲        | 25,600,000 |
| 6    | 广州                     |      | 中國大陸       | 亞洲        | 25,000,000 |
| 7    | 北京                     |      | 中國大陸       | 亞洲        | 24,900,000 |
| 8    | 马尼拉                   |      | 菲律宾         | 亞洲        | 24,100,000 |
| 9    | 孟买                     |      | 印度           | 亞洲        | 23,900,000 |
| 10   | 纽约                     |      | 美國           | 北美洲      | 23,876,155 |
| 11   | 深圳                     |      | 中國大陸       | 亞洲        | 23,300,000 |
| 12   | 圣保罗                   |      | 巴西           | 南美洲      | 21,242,939 |
| 13   | 墨西哥城                 |      | 墨西哥         | 北美洲      | 21,157,000 |
| 14   | 拉哥斯                   |      | 尼日利亚       | 非洲        | 21,000,000 |
| 15   | 京都-大阪-神户（京阪神） |      | 日本           | 亞洲        | 20,337,000 |
| 16   | 开罗                     |      | 埃及           | 非洲        | 19,128,000 |
| 17   | 武汉                     |      | 中國大陸       | 亞洲        | 19,000,000 |
| 18   | 洛杉矶                   |      | 美國           | 北美洲      | 18,788,800 |
| 19   | 达卡                     |      | 孟加拉國       | 亞洲        | 18,237,000 |
| 20   | 成都                     |      | 中國大陸       | 亞洲        | 18,100,000 |
| 21   | 莫斯科                   |      | 俄羅斯         | 歐洲        | 17,100,000 |
| 22   | 重庆                     |      | 中國大陸       | 亞洲        | 17,000,000 |
| 23   | 卡拉奇                   |      | 巴基斯坦       | 亞洲        | 16,900,000 |
| 24   | 曼谷                     |      | 泰国           | 亞洲        | 15,931,300 |
| 25   | 天津                     |      | 中國大陸       | 亞洲        | 15,400,000 |
| 26   | 伊斯坦布尔               |      | 土耳其         | 亞洲 & 歐洲 | 14,600,000 |
| 27   | 加尔各答                 |      | 印度           | 亞洲        | 14,423,000 |
| 28   | 德黑兰                   |      | 伊朗           | 亞洲        | 14,000,000 |
| 29   | 伦敦                     |      | 英國           | 歐洲        | 13,842,667 |
| 30   | 布宜诺斯艾利斯           |      | 阿根廷         | 南美洲      | 13,834,000 |
| 31   | 杭州                     |      | 中國大陸       | 亞洲        | 13,400,000 |
| 32   | 里约热内卢               |      | 巴西           | 南美洲      | 12,981,000 |
| 33   | 西安                     |      | 中國大陸       | 亞洲        | 12,900,000 |
| 34   | 巴黎                     |      | 法国           | 歐洲        | 12,405,426 |
| 35   | 苏州                     |      | 中國大陸       | 亞洲        | 12,400,000 |
| 36   | 金沙萨                   |      | 刚果民主共和国 | 非洲        | 12,350,000 |
| 37   | 拉合尔                   |      | 巴基斯坦       | 亞洲        | 12,200,000 |
| 38   | 汕头                     |      | 中國大陸       | 亞洲        | 12,000,000 |
| 39   | 南京                     |      | 中國大陸       | 亞洲        | 11,700,000 |
| 40   | 班加罗尔                 |      | 印度           | 亞洲        | 11,500,000 |
| 41   | 济南                     |      | 中國大陸       | 亞洲        | 11,000,000 |
| 42   | 金奈                     |      | 印度           | 亞洲        | 10,700,000 |
| 43   | 哈尔滨                   |      | 中國大陸       | 亞洲        | 10,500,000 |
| 44   | 波哥大                   |      | 哥伦比亚       | 南美洲      | 10,350,000 |
| 45   | 名古屋                   |      | 日本           | 亞洲        | 10,105,000 |
| 46   | 利马                     |      | 秘鲁           | 南美洲      | 10,072,000 |

## 歷史
在1800年，世界只有3%的人口生活在城市，在20世紀末期，這一比例已經上升至47%。在1950年，有83個城市的人口超過了100萬；在2007，人口超過100萬的城市已經增加到468個。如果這個趨勢繼續下去的話，世界的城市人口每38年就會翻倍。
城市人口增長最明顯的地區是亞洲和非洲。世界上有十億人口（占世界人口的約七分之一）生活在貧民窟。在許多貧困國家，人口過剩的貧民窟由於缺乏衛生條件和營業不良，其居民的健康狀況堪憂。2030年，世界將有20億人口生活在貧民窟。在埃塞俄比亞、馬拉維和烏干達這三個世界最不發達國家，有90%的城市居民生活在貧民窟。

### 增長
在數千年前，羅馬曾經是歐洲最宏大、最發達、並且在政治上最重要的城市，在公元前1世紀末尾時，羅馬的人口超過100萬。羅馬的人口在402年西羅馬帝國皇帝弗拉維烏斯·奧古斯都·霍諾留遷都拉文納之後減少，在中世紀前期，羅馬的人口只有20,000人。
巴格達在其于762年建成到930年代時可能是世界最大的城市，其人口估計超過100萬、
中國在歷史上的首都長安和開封在國家繁榮時期也有很多的人口。新唐書記載，在742年，京兆府戶數有362,921戶，人口數達1,960,188人，其包括了長安及附近一些小城市。
高棉帝國的首都吳哥在其9至15世紀的繁榮期也有超過一百萬的人口。
在1950年，紐約市是世界唯一一個人口超過1000萬人的都市。
在2000年，世界最大的巨型都市是東京。東京大都會區包括了橫濱市和川崎市，其總人口大約在3,500萬至3,600萬。東京的人口數因定義的不同而有所差距，一般多將東京都、千葉縣、神奈川縣和埼玉縣都算入東京都會區的人口統計中，不過日本的政府統計部門只計算從新宿區的東京都廳半徑50公里內的人口數量，其統計的東京的人口數也較少。巨型都市因其範圍的定義不同而使得人口估計有些難度。
根據「遠東經濟評論」的數字，2025年亞洲將至少會有10個巨型城市，包括印度的孟買（3300萬人口）、中國的上海（2700萬人口）、巴基斯坦的卡拉奇（2650萬人口）、孟加拉國的達卡（2600萬人口）和印度尼西亞的雅加達（2490萬人口）。尼日利亞的拉各斯人口從1950年的30萬人增加到現在的1250萬人，尼日利亞的政府估計在2015年，拉各斯的人口會增加到2500萬。

## 挑戰

### 貧民窟
據聯合國的統計，發展中國家中生活在貧民窟的城市居民的比例在1990年至2005年期間已經從47%下降至37% 。然而，由於人口總體數量的增加，貧民窟人口數仍在增加。貧民窟引發眾多政治、經濟和社會問題。其居民往往在教育、醫療和城市經濟上沒有或只有很少的保障。

### 無家可歸者
巨型都市往往存在無家可歸者的問題，無家可歸者的在法律上的定義因國家的不同而有所不同。

### 交通堵塞
在大都市的交通網上往往出現交通堵塞的情況，使得人們駕車出行的時間變長。

### 城市蔓延
城市蔓延是一個多方面的概念。它包括了一個城市的對外擴散及其郊區建設低密度的住宅。因此，一些批評家認為，城市的過度蔓延會帶來一些缺點，例如通勤所需時間變長、過於依靠汽車、缺乏健康和文化設施等。

### 士紳化
士紳化是指收入較高的階級遷入在不太發達的都市社會中，并購買地產，引發社會經濟文化變化的情況，同時也是都市化的反動。隨著士紳化的進展，物價和地價都被抬高，會導致收入較低的居民被迫離開舊有社區。並且會引發收入較高階層持續遷入社區。

### 環境問題

#### 空氣污染
空氣中有化學物質、可吸入顆粒物等對人體健康有害的物質。人類的活動使得許多污染物質都被排放到空氣中。許多城市都被煙霧問題困擾。汽車排放的尾氣和大氣中的污染物質相結合，會產生光化學煙霧的問題。
煤的燃燒也會產生空氣污染問題，2006年，世界燃燒了6,743,786,000英噸的煤，2030年，這一數字會增長48%，達到99.8億噸 

### 引用
1. ↑  . Oxford Dictionaries.   [27 March 2018]. （原始内容存档于2019-05-20）.
2. ↑  . dictionary.cambridge.org.   [27 March 2018]. （原始内容存档于2019-05-19） （英语）.
3. ↑  . 国务院. 2014年10月29日  [2018年8月25日]. （原始内容存档于2015年1月1日） （中文（中国大陆））.
4. ↑  . Forbes.com. 2007-06-11  [2010-09-01]. （原始内容存档于2017-07-29）.
5. ↑  . Energypublisher.com.   [2010-09-01]. （原始内容存档于2011-02-18）.
6. 1 2 3 4 5 6 7   (PDF). United Nations: 11. 2016  [2018-08-27]. （原始内容存档 (PDF)于2019-08-13）.
7. 1 2 3 4 5 6 7 8 9 10 11 12 13 14 15  . OECD iLibrary (OECD). 18 April 2015: 37  [2018-08-27]. ISBN 9789264230033. ISSN 2306-9341. doi:10.1787/9789264230040-en. （原始内容存档于2017-03-27） （英语）.Linked from the OECD here （页面存档备份，存于）
8. ↑  . World Population Review.   [January 13, 2015]. （原始内容存档于2017-07-01）.
9. 1 2 3 4 5 6 7 8 9 10  . citypopulation.de.   [8 December 2017]. （原始内容存档于2016-04-02）.[需要較佳来源]
10. ↑  .   [2018-08-27]. （原始内容存档于2017-02-02）.
11. 1 2  . United States Census Bureau.   [April 27, 2018].[永久]
12. ↑  . Empresa Paulista de Planejamento Metropolitano S.A (EMPLASA). 2017  [9 August 2017]. （原始内容存档于25 September 2017）.
13. ↑  . New York Times. 7 January 2014  [16 March 2015]. （原始内容存档于2019-05-19）.
14. ↑  . citypopulation.de.   [8 December 2017]. （原始内容存档于2020-11-04） （英语）.
15. ↑  . United Nations.   [1 July 2015]. （原始内容存档于2016-05-29）.
16. ↑  . Eurostat.   [2 July 2015]. （原始内容存档于2018-12-03）.
17. ↑   (PDF). Indec: 3. 23 August 2015  [2018-08-27]. （原始内容 (PDF)存档于2018-08-18）.
18. ↑  . INSEE. 1 January 2015. （原始内容存档于25 March 2016）.
19. 1 2  Urban agglomeration only:  (PDF). April 2018. （原始内容 (PDF)存档于3 May 2018）.
20. ↑  . worldpopulationreview.com.   [2018-02-11]. （原始内容存档于2020-11-25）.
21. ↑  . Citypopulation.de.   [2010-09-01]. （原始内容存档于2018-12-25）.
22. ↑  Whitehouse, David. . BBC News. 2005-05-19  [2010-09-01]. （原始内容存档于2021-03-03）.
23. ↑  . Blackcommentator.com.   [2010-09-01]. （原始内容存档于2021-02-26）.
24. ↑  . Unfpa.org.   [2010-09-01]. （原始内容存档于2014-09-16）.
25. ↑  . Unrv.com.   [2010-09-01]. （原始内容存档于2011-01-06）.
26. ↑  . Home.vicnet.net.au.   [2010-09-01]. （原始内容存档于2011-04-05）.
27. ↑  . Geography.about.com. 2010-06-16  [2010-09-01]. （原始内容存档于2005-05-27）.
28. ↑  New Book of Tang, vol. 41 (Zhi vol. 27) Geography 1.
29. ↑  Metropolis: Angkor, the world's first mega-city （页面存档备份，存于）, The Independent, August 15, 2007
30. ↑  Tertius Chandler, 1987, St. David's University Press. . Four Thousand Years of Urban Growth: An Historical Census.   [2007-03-24]. （原始内容存档于2016-04-15）.
31. ↑  . Stat.go.jp. 2008-10-01  [2010-09-01]. （原始内容存档于2008-03-04）.
32. ↑  . Citypopulation.de.   [2010-09-01]. （原始内容存档于2018-12-25）.
33. ↑  May 20, 2006. . Atimes.com. 2006-05-20  [2010-09-01]. （原始内容存档于2010-10-31）.
34. ↑  . National Geographic. 2006-07-28  [2010-09-01]. （原始内容存档于2008-07-12）.
35. ↑   (PDF).   [2010-09-01]. （原始内容存档 (PDF)于2021-03-09）.
36. ↑  . Homeless.org.au.   [2010-09-01]. （原始内容存档于2018-12-25）.
37. ↑  What is Sprawl? 的存檔，存档日期2010-01-05.. SprawlCity.org. Retrieved on 2008-02-07.
38. ↑  Benjamin Grant. Urban gentrification is associated with movement  请检查|url=值 (帮助). Public Broadcasting Service. June 17, 2003.
39. ↑  World coal consupmption 1980-2006 的存檔，存档日期2008-09-22. October 2008 EIA statistics
40. ↑  EIA, World Energy Projections Plus (2009)

## 外部連結
- United Nations Department of Economic and Social Affairs, Population Division （页面存档备份，存于）
- e-Geopolis project Research Group, University Paris-Diderot
- Lagos la Vida Loca by Mariana van Zeller on Current TV Nov. 2007
- Megacities Task Force
- Maps of US Megacities （页面存档备份，存于） from radicalcartography.net
- IEEE Spectrum report on "Engineering the Megacity"
- URBAN PLANET: Collective Identities, Governance and Empowerment in Megacities